# Simulium trivittatum
Simulium trivittatum es una especie de insecto del género Simulium, familia Simuliidae, orden Diptera.

## Distribución
Se distribuye por Estados Unidos.

## Taxonomía
Fue descrita científicamente por Malloch, 1914. Fue publicada en American black flies or buffalo gnats. 26, 72 pp., 6 pls..